# ليبي تريكت
ليبي تريكت (Libby Trickett) هي لاعبة أولمبية لرياضة السباحة من أستراليا. شاركت في الأولمبياد الصيفي في 2004–2012، وفازت بما مجموعه 7 ميداليات.

## الميداليات
| ذهب | فضة | برونز | المجموع |
| 4   | 1   | 2     | 7       |

## روابط خارجية
- ليبي تريكت على موقع الاتحاد الدولي للسباحة (الإنجليزية)
- ليبي تريكت على موقع SwimRankings.net (الإنجليزية)
- ليبي تريكت على موقع قاعة مشاهير السباحة العالمية (الإنجليزية)
- ليبي تريكت على موقع اللجنة الأولمبية الدولية (الإنجليزية)
- ليبي تريكت على موقع أوليمبيديا (الإنجليزية)
- ليبي تريكت على موقع اللجنة الأولمبية الأسترالية (الإنجليزية)
- ليبي تريكت على موقع اتحاد ألعاب الكومنولث (مؤرشف) (الإنجليزية)
- ليبي تريكت على موقع دورة ألعاب الكومنولث 2006 (مؤرشف) (الإنجليزية)
- ليبي تريكت على موقع قاعة أستراليا للمشاهير الرياضية (الإنجليزية)